# Carlos Muñoz Cobo
Carlos Antonio Muñoz Cobo (Úbeda, 25 agosto 1961) è un ex calciatore spagnolo, di ruolo attaccante.

## Palmarès

### Individuale
- Capocannoniere del campionato messicano: 1

1996-1997 (21 gol)